# 飛馳中的馬

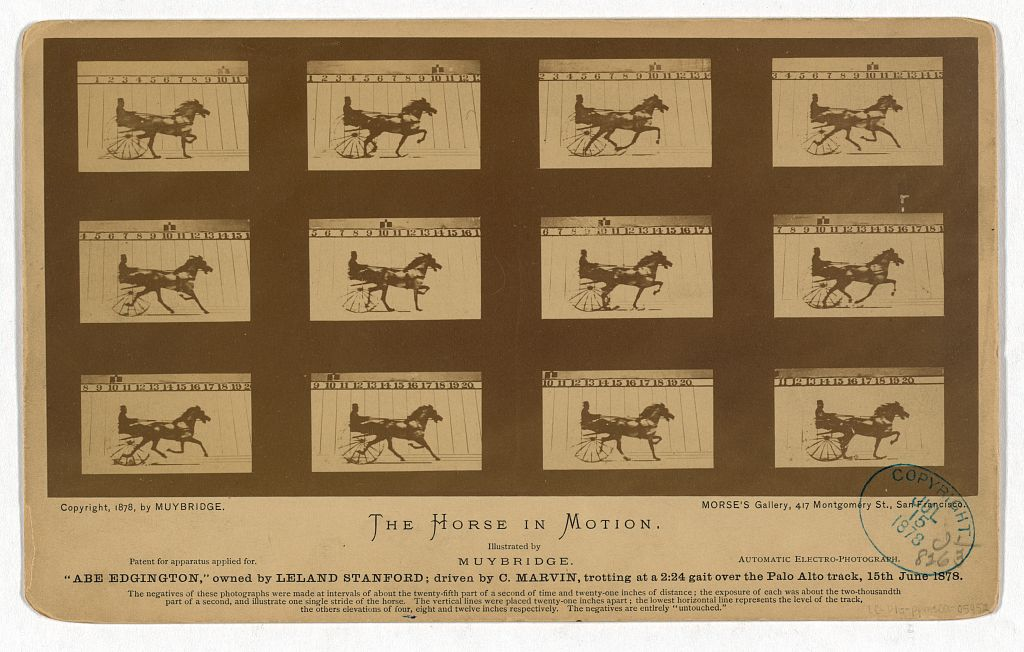
「阿布·埃奇頓」（Abe Edgington）是由利蘭·斯坦福（Leland Stanford）擁有的馬，由C·馬文駕馭，於1878年6月15日在帕洛阿爾托賽道上以2分24秒的速度小跑。

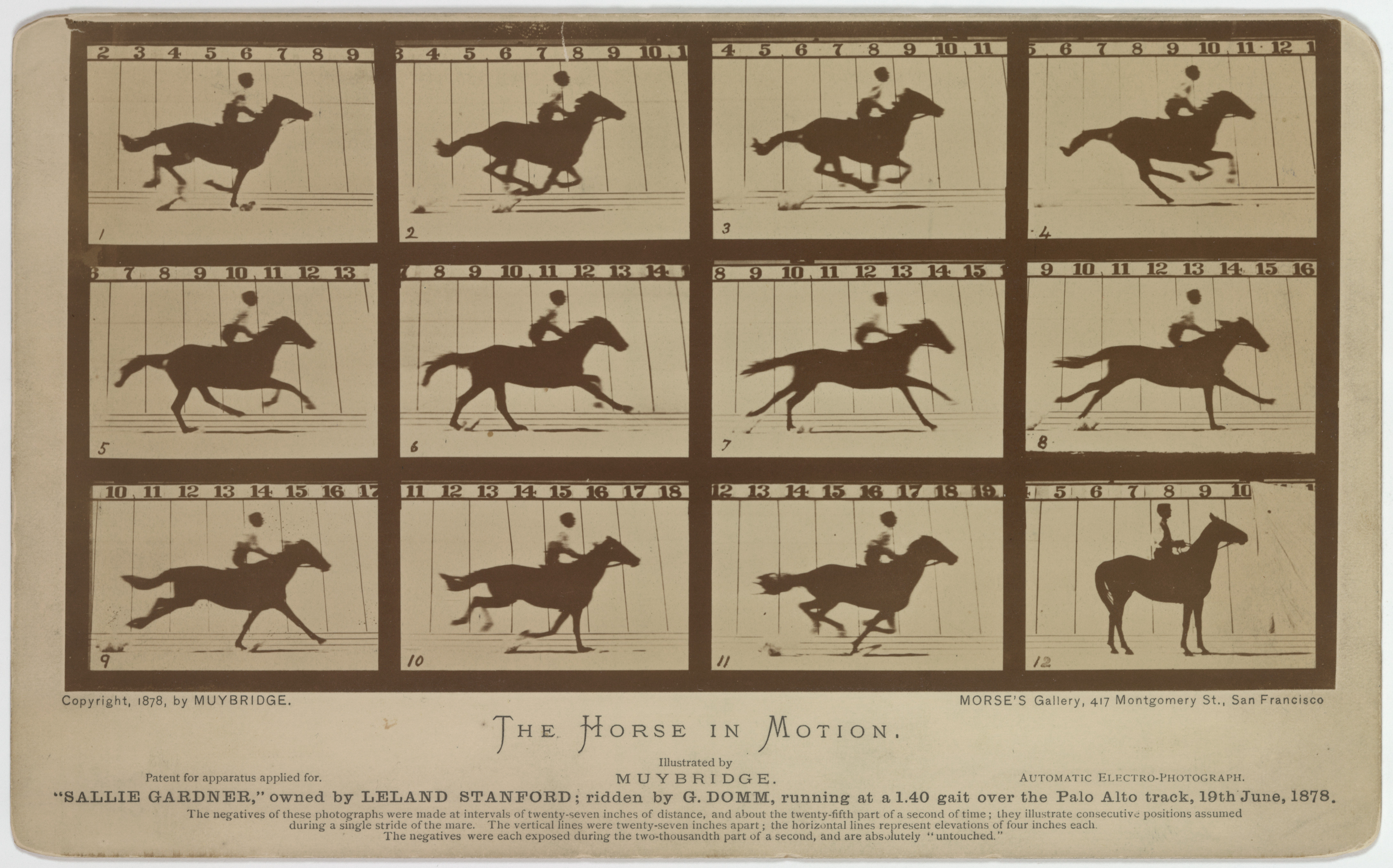
「莎莉·加德納」（Sallie Gardner）是由利蘭·斯坦福擁有的馬，由G.多姆駕馭，於1878年6月19日在帕洛阿爾托賽道上以1分40秒的速度奔跑（1878年卡片照，原始底片的『未修飾』版本）。

《飛馳中的馬》（英語：The Horse in Motion）是由英國攝影師埃德沃德·邁布里奇創作的一系列櫥櫃攝影集，該系列包括六張卡片，每張展示一系列由六到十二張自動電光照片構成的連續照片，描繪了一匹馬的運動。邁布里奇於1878年6月於美國拍攝了這些照片。他在1877年曾發表過一張印有高速小跑馬匹的單一影像的照片，該照片在這個系列中被重新印製。
這個系列成為了時間攝影術的首個案例，這是一種早期透過攝影記錄時間流逝的方法，主要用於科學研究的運動不同階段的記錄。這為電影的發展提供一個重要的基礎。其中一張卡片被俗稱《飛馳中的薩利·加德納》（Sallie Gardner at a Gallop），被譽為「世界上第一部電影片段」。邁布里奇在1880年至1895年期間使用他的動物實驗鏡從他的照片中投射出動態影像，但這些影像是畫在圓盤上，他的技術並沒有比早期類似的示範（例如1853年由弗朗茲·馮·烏恰蒂斯展示的）更先進。
邁布里奇的作品是由實業家、加利福尼亚州前州長以及馬術家利兰·斯坦福委託創作的，他對馬匹運動的分析感興趣。1882年，邁布里奇出版了一本關於這個項目的書，同樣名為《飛馳中的馬》，其中包含約100張基於照片製作的剪影圖版，以及他朋友兼醫生J.D.B.斯蒂爾曼撰寫的分析文本。

## 卡片
這些卡片是由舊金山的摩爾斯畫廊出版，1878年由邁布里奇版權所有。每張卡片可訂購，價格為1.50美元。
| 標題 | 幀數 | 日期          | 編號 |
| --- | ---- | ------------- | ---- |
| 「阿布·埃奇頓」（Abe Edgington），由利蘭·斯坦福擁有，由C·馬文駕馭，於1878年6月15日在帕洛阿爾托賽道上以2分24秒的速度小跑。 | 12幀 | 1878年6月15日 | 34   |
| 「阿布·埃奇頓」（Abe Edgington），由利蘭·斯坦福擁有，於1878年6月18日在帕洛阿爾托賽道上以8分鐘的速度小跑。                 | 8幀  | 1878年6月18日 | 28   |
| 「阿布·埃奇頓」（Abe Edgington），由利蘭·斯坦福擁有，由C·馬文駕馭，於1878年6月18日在帕洛阿爾托賽道上以15分鐘的速度行走。  | 6幀  | 1878年6月18日 | 8    |
| 「馬霍梅特」（Mahomet），由利蘭·斯坦福擁有，由G.多姆駕馭，於1878年6月17日在帕洛阿爾托賽道上以8分鐘的速度輕快行進。        | 6幀  | 1878年6月17日 | 16   |
| 「莎莉·加德納」（Sallie Gardner）由利蘭·斯坦福擁有，由G.多姆駕馭，於1878年6月19日在帕洛阿爾托賽道上以1分40秒的速度奔跑    | 12幀 | 1878年6月19日 | 43   |
| 「奧西登特」（Occident），由利蘭·斯坦福擁有，由C·馬文駕馭，於1878年6月20日在帕洛阿爾托賽道上以2分20秒的速度小跑。         | 12幀 | 1878年6月20日 | 35   |
| 「奧西登特」（Occident），由利蘭·斯坦福擁有，於1877年7月在沙加緬度賽道上以2分30秒的速度小跑。」                           | 1幀  | 1877年7月     | -    |

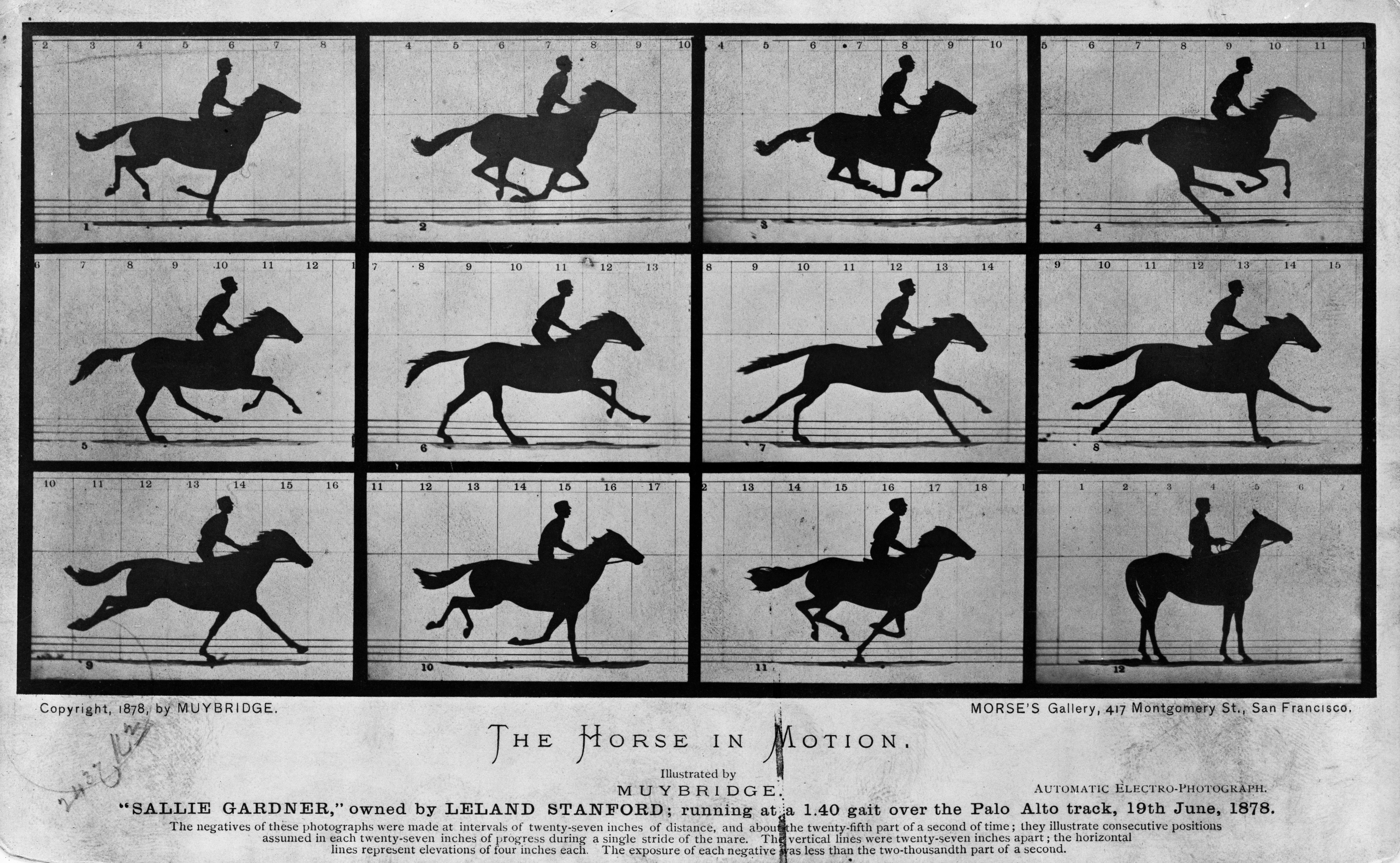
「莎莉·加德納」卡的1879年發行版本。

通常一張卡片有多個版本，其中一些有顯著的差異。此外，在『「阿布·埃奇頓」以2.24的速度出現』的一個版本中，曾使用了名為「賽馬的步伐」（The Stride of a Trotting Horse）的標題，而非飛馳中的馬，其註記日期則為1878年6月11日，而非1878年6月15日，文字敘述也有所不同，從「在帕洛阿爾託的賽道上」（over the Palo Alto track）」改為「在斯坦福先生的賽道上，位於門洛帕克（over Mr. Stanford's race track, at Menlo Park）」。
另一方面，在1879年的版本中，「莎莉·加德納」卡片進行了修改，以創造出更清晰的輪廓，背景被用直線和清晰的數字替代。此外，卡片的反面還有一個圖表，展示了母馬在完整步幅中的腳部運動，這是按照斯坦福的指示完成的。這些卡片還被翻譯成德語版的《Das Pferd in Bewegung》和法語版的《Les Allures du Cheval》。

## 製作歷史
利蘭·斯坦福是一名美國實業家，曾任加利福尼亞州州長和美國參議院議員。他在聖克拉拉縣創建了帕洛阿爾托畜牧場。並致力於培育标准马品種，其中包括由漢伯頓10繁殖的「Electioneer」以及它的後代。除此之外，斯坦福也供應用於賽跑的純種馬，並對提升這兩種類型馬匹的性能感興趣。
斯坦福對藝術和科學都感興趣，並試圖以圖像的形式確認自己對馬匹運動的觀察，但對這個主題的不清晰感到沮喪。多年來，他一直堅信馬匹在快速運動中的相對腳位的公認理論是錯誤的。他解釋說：「我長期持有這樣的觀點，即對於馬匹在快速運動中的相對腳位的公認理論是錯誤的。我還相信相機可以用於證明這一事實，並通過瞬間圖片顯示每一個步幅中的實際肢體位置。」

### 1873年：首次未發表嘗試
1873年4月7日，斯坦福找到攝影師邁布里奇，希望他拍攝他心愛的賽馬「Occident」在賽場上的表現。當時的攝影技術尚未發展到可以清晰捕捉奔馳中的馬匹的程度。邁布里奇最初對此表示懷疑，因為他僅知一些關於拍攝靜止場景的攝影例子，那些場景中的主題移動速度遠低於奔馳中的馬匹。斯坦福仍堅持要求，邁布里奇最終才同意進行實驗。
在實驗中，為了營造所需的光線和背景，他們收集了白色床單，訓練「Occident」在床單旁邊行走以確保馬匹不會受驚。然後，他們在地上鋪放更多的床單，以便清晰地捕捉馬匹的腳步軌跡。穆布里奇開發一個由彈簧啟動的快門系統，這使得相機能夠以1/8英寸的光圈開啟，並最終成功將快門速度提高到報導稱的1/500秒。
儘管最終的實驗結果仍是一個非常模糊且陰影重重的影像，但斯坦福顯然對模糊的腿部輪廓非常感興趣。邁布里奇對結果不太滿意，但斯坦福卻對其理論提供的證據感到滿意。儘管斯坦福後來聲稱他沒有考慮過出版這些結果，但當地媒體，包括《每日阿爾塔加利福尼亞報》稱之為攝影界的一次勝利。這幅圖像本身並未出版，至今仍未重新出現。

### 1877年：小跑的單一形象

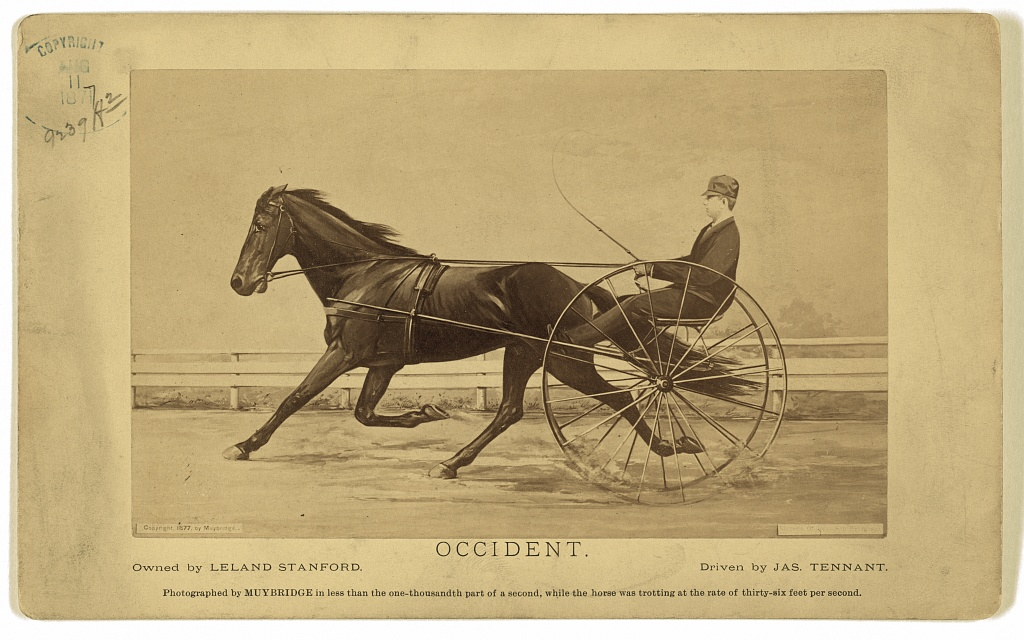
「Occident」。由利蘭·斯坦福擁有，由賈斯·坦南特駕駛。（1877年小卡片）

在接下來的幾年裡，邁布里奇忙於其他項目而經常前往遠方，期間，他曾因成為涉嫌殺害妻子情人而接受審判。並被宣告自衛殺人無罪後前往中美洲旅行了九個月。最終，他回到加利福尼亞與斯坦福合作，嘗試再次捕捉「Occident」全速行駛時的影像。
1877年7月，邁布里奇在加利福尼亞沙加緬度的聯合公園賽馬場拍攝一系列逐漸清晰的「Occident」的單張照片，當時「Occident」以比賽速度行進。他在期間捕捉到了這匹馬全速行駛的瞬間。
穆布里奇最終寄給報紙的「瞬間攝影」其實是一幅畫的照片，這幅畫是摩爾斯畫廊的修飾藝術家約翰·科赫（John Koch）基於邁布里奇的底片製作的，並在其中貼上了駕駛員賈斯·坦南特（Jas. Tennant）的臉部照片。儘管《晚報》的一位評論家認為這張照片為欺騙，認為斯坦福的馬長的非常奇怪，但在當時似乎很少有人懷疑圖片的真實性。

### 1878年：系列
斯坦福隨後資助了邁布里奇的下一個項目：即在斯坦福的帕洛阿爾托農場上，使用多台相機拍攝奔跑的馬匹完整步伐圖。邁布里奇特地從英國訂購了鏡頭，並讓舊金山帕羅奧圖的工程師建造了一個電氣快門系統。他將賽道塗白，並在稍微傾斜的背景上豎立了一面白色木板，板上有一個網格，有垂直線標明21英寸（53厘米）的距離和幾條4英寸（10厘米）間隔的水平線，其中最低的一條與賽道齊平。電線從12台相機的電池下方延伸到距背景兩英尺處，並稍微抬高，以便被馬車輪子碰到。
1878年6月15日，在受邀的草地人和記者的見證下，斯坦福的賽馬「阿布·埃奇頓」（Abe Edgington）在2分鐘20秒內在賽道上奔跑了一英里。馬車輪子逐一碰觸所有電線，切斷了電路，從而使每台相機的快門依次打開，持續時間據稱為1/1000秒。結果得出的底片很小，但細節清晰，證明了賽馬在奔跑時會出現一些難以想像的姿勢，這些姿勢與人們對其優雅的看法毫無關聯。
在首次成功實驗後，「莎莉·加德納」（Sallie Gardner）被派往賽道。結果顯示了非常奇特的姿勢，打破了人們對馬匹優越優雅的幻想。當莎莉·加德納經過相機時，馬鞍帶在過程中曾意外斷裂，這在拍攝的照片中也被清楚地記錄下來。該次實驗被認為比第一次實驗更有趣。
儘管有傳聞指稱斯坦福押注了大量資金，期望研究會顯示馬在奔跑時有時會將所有腿都離地，但歷史學家菲利普·普羅德格則指出：「我個人認為，關於押注的故事是子虛烏有的。事實上並沒有關於這場賭注的原始記載。一切都是道聽途說和二手資料。」這些照片顯示，馬的四隻腳在奔跑時有時會同時離開地面，通常是發生在馬將腳「收攏」在身體下面的時候，而不是像有時在舊的畫作中描繪的那樣，前後腿「伸展」時。
在接下來的一周內，邁布里奇持續製作數張馬以不同步態行動的系列照片。他在莫爾斯畫廊印製了6張不同的22×14厘米的卡片，並於1878年7月15日在國會圖書館登記了版權。

「薩莉·加德納」原始1878年版系列動畫，不包含第12幀（停下的馬）。
修飾後的「薩莉·加德納」1879年系列動畫（同樣不包含第12格）。
2006年的動畫處理版，使用邁布里奇1887年出版的《動物運動學》中的第626幅圖版。

#### 評價
1878年拍攝的照片系列，在6月15日舉辦的記者會上被迅速認可為突破性的成功，並迅速獲得世界範圍內的讚譽。儘管一些人對於馬匹步態的不尋常展示感到困惑，因為通常人們認為奔跑中的馬匹應該展現出優雅的姿態，但這些懷疑在後來被大量的照片證明了其真實性。專家的讚譽以及使用幻影動畫機查看序列的動畫，以及邁布里奇使用動物實驗鏡進行的動畫展示，加強了這些照片的可信度。
兩張照片的影像後來被重新製作為1878年10月19日《科学美国人》雜誌的封面雕刻。同樣，在《La Nature》雜誌上，於12月發表的幾個攝影系列也引起包括艾蒂安-朱爾·馬雷等動物運動學領域專家在內的熱烈反應。

### 1879–1881年：進一步研究

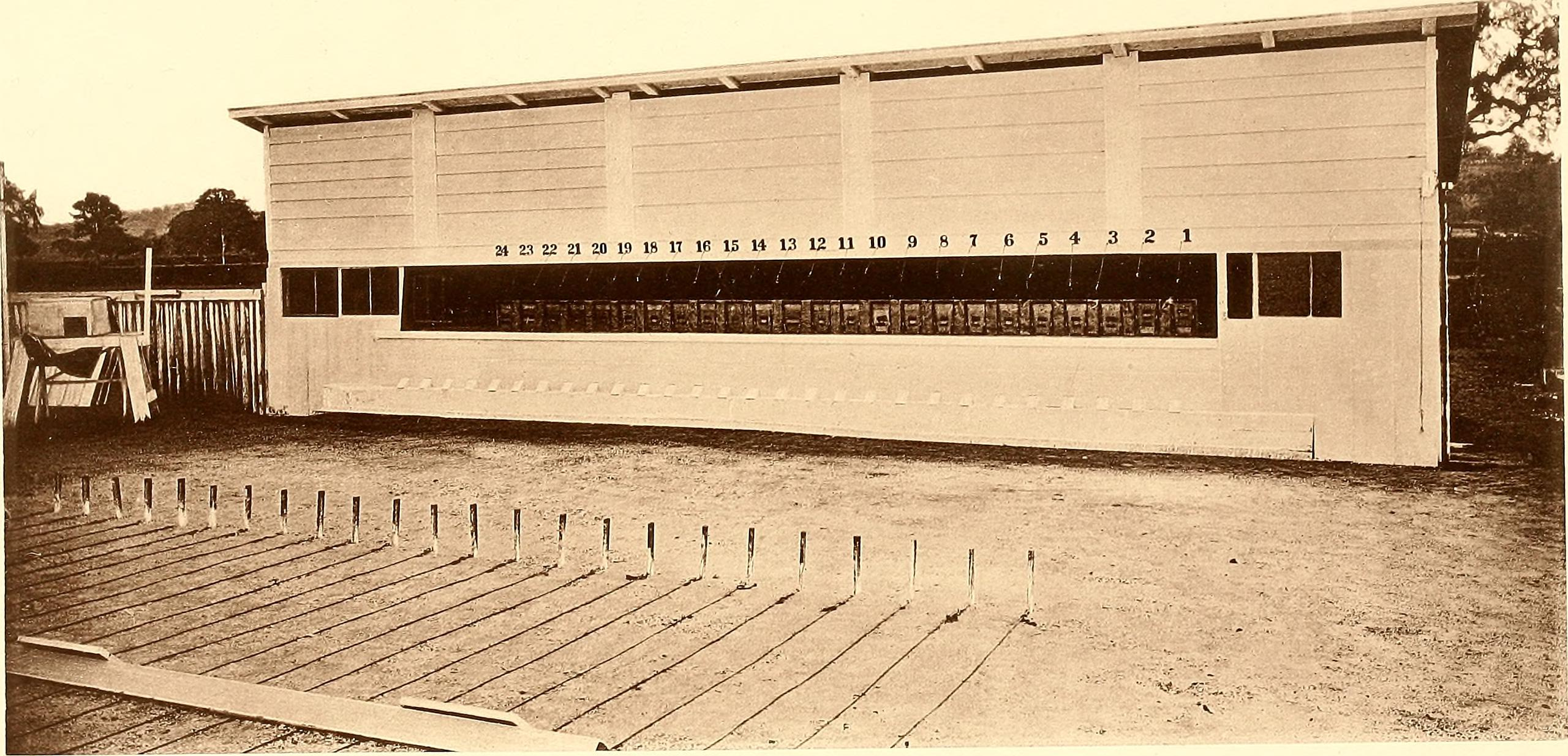
在拍攝時所使用的24台攝影機裝置，並配有絆索裝置。

1879年，邁布里奇在帕洛阿爾托繼續進行研究，擴展了他的攝影計劃。他使用了24台攝影機，拍攝了更多的時間攝影照片，涉及更多的馬匹、其他動物和男性運動員。此外，他還製作了一組描述馬骨架跳過障礙的序列，這些序列採用了類似定格动画的技術。1881年，他將這些圖像收集在《動物運動的姿態》畫冊中。
邁布里奇從1878年7月開始講解他的馬的照片，並使用立體幻燈機投影這些照片。他通過這些投影，試圖澄清藝術史中對於馬匹運動的一些錯誤觀念。為此，他開發了一個基於費納奇鏡的投影機，將圖像追溯到玻璃盤上，以展示他的照片中的笨拙姿勢如何構成優雅的動作。這種新型的投影裝置被稱為動物實驗鏡，於1880年在加州美術學院首次亮相。

### 1882年：書籍
斯坦福委託他的朋友和醫生J.D.B.斯蒂爾曼撰寫了一本名為《馬的運動：通過瞬間攝影展示，基於解剖學和相機的啟示進行的動物力學研究》的書籍，由奧斯古德公司出版。這本書是基於斯坦福資助的研究，旨在探索馬匹運動的科學原理。然而，這本書幾乎沒有真正的瞬間攝影；其中40張時間攝影圖版中的大部分呈現為黑色輪廓，而29張圖版包含了邁布里奇的照片「縮影」的線條繪圖，這些繪圖展示了從五個不同角度觀察同一瞬間的視圖，類似於後來被稱為子弹时间的技術。
不幸的是，這本書沒有給予邁布里奇應有的榮譽。除了被標註為斯坦福的員工以及基於他撰寫的描述而作出的技術索引外，邁布里奇在書中並沒有得到任何其他的提及。這引起了英國皇家藝術學會的關注，他們早先曾提議為邁布里奇進一步的動物運動攝影研究提供資金支持，但因為此事而撤回了資金。斯坦福提出的對邁布里奇的榮譽要求訴訟後來被撤銷。
這本書在出版後幾乎沒有引起任何關注，導致斯坦福和斯蒂爾曼感到非常失望。

## 影響
受到邁布里奇作品的啟發，包括艾蒂安-朱爾·馬雷、奧托馬·安舒茲以及許多其他人士開始透過時序攝影研究運動。儘管在此之前已有一些研究人員使用攝影記錄現實，例如1874年透過縮時攝影記錄製作的《金星凌日》，但邁布里奇廣泛宣傳的攝影，開始讓更多人相信攝影手段比肉眼更可靠，並且還展示了「攝影」能夠揭示其他無法察覺到的自然法則。
在宾夕法尼亚大学的支持下，邁布里奇繼續進行時序攝影研究，並於1887年出版了《動物運動學》一書，其中包含了781幅圖版。這項作品為藝術家提供了描繪移動物體的參考範例。時序攝影序列的概念也激發了新的藝術嘗試，其中馬塞爾·杜尚的著名作品《下樓的裸女二號》就是一個例子。
使用動物實驗鏡投影邁布里奇影像的彩繪移動版本，是歷史已知最早的基於實際運動記錄的電影展覽。邁布里奇後來會見了幾年前發明留聲機的托马斯·爱迪生，愛迪生隨後開發了活动电影放映机和早期的電影觀影設備。
《飛馳中的馬》研究通常被認為是電影媒體發展的巔峰，儘管在有關邁布里奇影響的陳述中經常混淆了不同時間的日期、標題和圖像，亦被《生活》雜誌評選為「改變世界的100張照片」之一。喬登·皮爾的2022年電影《不！》引用了《動物運動學》中出版的第626張圖版。電影的主要角色被設定為圖片中未知騎手的後代。

## 另見
- 時間攝影術（英语：Chronophotography）
- 薄膜技術的歷史（英语：History of film technology）
- 电影史
- 歷史馬匹列表（英语：List of historical horses）
- 郎德海花园场景

## 外部連結
- Animation of Sallie Gardner at a Gallop (1878) （页面存档备份，存于）
- Muybridge's Complete human and animal locomotion: all 781 plates from the 1887 Animal locomotion, Volume 3, Page 1268 on the Internet Archive
- Phillip Prodger, Time Stands Still: Muybridge and the Instantaneous Photography Movement,  February–May 11, 2003, Cantor Center for Visual Arts (and touring), Stanford University; catalogue published by Oxford University Press, 2003
- 互联网电影数据库（IMDb）上《Sallie Gardner at a Gallop》的资料（英文）